# Marie Johansson Flyckt
Ej att förväxla med kostymören Marie Flyckt (född 1961).
Anna Carin Marie Johansson Flyckt, ogift Johansson, född 31 maj 1967 i Värnamo församling i Jönköpings län, är en svensk journalist.
Efter gymnasiet i hemstaden Värnamo arbetade Marie Johansson Flyckt som au pair i London, studerade statsvetenskap, språk- och litteraturvetenskap vid högskolan i Växjö samt statskunskap i USA. År 1994 började hon på Jönköpings-Posten där hon var redigerare i 15 år, men också verkade som reporter, insändarredaktör och biträdande redaktionschef. Hon blev administrativ redaktionschef för Hallpressen (sedermera Hall Media) innan hon 2016 blev ansvarig utgivare för alla mediehusets titlar, innefattande sexton papperstidningar och tolv sajter.
Marie Johansson Flyckt var 1997–2013 gift med journalisten Rikard Flyckt (född 1961), med vilken hon har två barn.